# Saint-Hernin
Saint-Hernin település Franciaországban, Finistère megyében. Lakosainak száma 735 fő (2022. január 1.). Saint-Hernin Gourin, Tréogan, Carhaix-Plouguer, Cléden-Poher, Motreff és Spézet községekkel határos.

## Népesség
A település népessége az elmúlt években az alábbi módon változott:
| Lakosok száma | 956  | 765  | 776  | 768  | 751  | 760  | 759  | 755  | 750  | 735  |
|               | 1968 | 1982 | 1990 | 2006 | 2013 | 2015 | 2017 | 2019 | 2020 | 2022 |